# Karl Tersztyánszky von Nádás
Karl Tersztyánszky von Nádas (Szakolcz, 28 ottobre 1854 – Vienna, 7 marzo 1921) è stato un generale austro-ungarico.

## Biografia

### I primi anni
Karl von Tersztyánszky proveniva da un'antica famiglia aristocratica ungherese che possedeva diverse proprietà nella contea di Nitra e che nel XIII secolo aveva ricevuto in feudo dal re d'Ungheria la città di Nádas: da qui il titolo di von Nádas nel cognome.

### La carriera
Dopo aver ottenuto in gioventù una formazione privata, Karl ottenne di entrare nell'accademia militare di Olomouc ove conseguì ottimi risultati. Dopo il completamento della sua formazione al collegio militare di St. Pölten, entrò a far parte dell'accademia militare teresiana di Wiener Neustadt ove uscì col grado di Tenente e dal 1º settembre 1877 venne assegnato all'8º reggimento dragoni. Continuò quindi a studiare frequentando la Kriegsschule a Vienna dove si laureò. Il 1º maggio 1882 divenne primo tenente e venne assegnato al corpo dello stato maggiore generale ove il 1º agosto 1886 venne promosso capitano. Dal 1888 al 1890 entrò nel 15º reggimento di ussari e dal 1891 venne nominato comandante di stato maggiore della divisione di cavalleria di stanza a Jarosław. Il 1º maggio 1895 venne promosso Tenente Colonnello assumendo dalla primavera del 1896 il comando della scuola di formazione per ufficiali di Zuczka per poi entrare nel 14º reggimento di ussari di stanza a Nyíregyháza. Dal 5 maggio 1897, Karl ottenne il comando del 1º reggimento di dragoni a Ternopil e dal 1896 al 1897 si impegnò anche a livello politico divenendo segretario del Ministero della Guerra austriaco. Il 1º maggio 1898 venne promosso Colonnello ed il 1º novembre 1904 venne nominato maggiore generale. Nel luglio del 1907 ricevette il comando della 2ª divisione di cavalleria di stanza a Bratislava che raggiunse il 1º novembre 1908 col grado di Feldmaresciallo Luogotenente. Nell'aprile del 1910 egli assunse il comando della 14ª divisione di fanteria a Bratislava e nel settembre del 1912 venne nominato capo del IV corpo d'armata di stanza a Budapest, sostituendo il Feldzeugmeister Viktor Schreiber. Il 2 aprile 1913 l'imperatore Francesco Giuseppe d'Austria lo ammise nel proprio consiglio privato ed il 21 dicembre di quello stesso anno divenne Colonnello titolare dell'8º reggimento di ussari. Il 1º maggio 1913 venne promosso al rango di Generale di Cavalleria.

### La prima guerra mondiale
Quando la guerra scoppiò nel 1914, il corpo d'armata di Tersztyánszky divenne parte della 2ª armata che si trovava lungo le rive del fiume Sava in Serbia. La campagna fu un completo fallimento ma il 4º corpo d'armata riuscì a concludere alcuni attacchi di successo in supporto alla 5ª armata. Nel settembre del 1914 Tersztyánszky ed il suo corpo vennero trasportati nel teatro di guerra russo ove presero parte all'attacco di Wereszyca tra l'8 ed il 9 settembre 1914. Il 9 settembre, inoltre, egli ottenne il comando del 7º corpo d'armata e con entrambi i corpi sotto il suo comando venne coinvolto nelle battaglie contro le ingenti forze militari russe nei pressi di Lemberg. Nell'ottobre del 1914 fu un grado di catturare lo strategico Passo Uzsok e infine prese Turka il 10 ottobre di quell'anno. La sua avanzata venne fermata dalla superiorità evidente delle forze dell'Impero russo, ma per la sua leadership venne onorato con la gran croce dell'Ordine della Corona Ferrea con decorazioni di guerra il 5 ottobre 1914. Il 28 ottobre 1914 la 2ª armata che includeva Tersztyánszky ed i suoi corpi d'armata vennero trasferiti in Slesia, Prussia. Durante i combattimenti che seguirono (e specialmente nelle battaglie nei pressi di Szczecow) il generale Tersztyánszky trovò ancora una volta il modo per distinguersi con contro le forze russe anche se non fu possibile contrattaccare all'offensiva. Per queste operazioni egli ricevette la croce di ferro di I e II classe nonché la I classe della decorazione della croce rossa tedesca il 31 maggio 1915. Nella primavera del 1915 il generale Tersztyánszky venne prescelto per pianificare la nuova offensiva contro la Serbia e prese il comando delle truppe lungo la linea Danubio-Sava - rinominate appunto Armeegruppe Tersztyánszky - il 22 maggio 1915. Durante il mese successivo egli sviluppò un piano per attaccare ma il suo temperamento collerico e pretenzioso ne dispose il suo sollevamento dall'incarico, grazie anche al negativo influsso del conte Tisza, primo ministro ungherese.
Per gli sforzi compiuti in campo bellico, ad ogni modo, egli ottenne la gran croce dell'Ordine Imperiale di Leopoldo con decorazioni di guerra il 4 novembre 1915. Il 1º maggio 1916 venne promosso Generaloberst e nuovamente sembrò che dovesse rientrare in gioco. Infatti nel giugno del 1916 il generale Conrad von Hötzendorf, comandante dello staff dell'esercito austro-ungarico, era alla ricerca di un comandante che non si facesse "intimidire dai comandanti tedeschi e rude abbastanza da spronare i nostri" e trovò l'uomo giusto nel generale Tersztyánszky. Il 7 giugno 1916 egli ottenne il comando della 4ª armata. La sua prima missione fu quella di supportare il generale di cavalleria Georg von der Marwitz nel suo "Armeegruppe" durante un nuovo contrattacco che si ebbe sulla fine di giugno del 1916. Durante questa nuova offensiva la 4ª armata ebbe numerose perdite e non fu in grado di completare l'obbiettivo. Tra il luglio e l'agosto del 1916 la 4ª armata si trovò in una situazione particolarmente critica durante il contrattacco russo e nuovamente subì molte perdite. Il 17 ottobre 1916 il generale Tersztyánszky ottenne la croce al merito militare di I classe con decorazioni di guerra ed il 17 marzo dell'anno successivo ottenne un encomio particolare da parte dell'imperatore per il suo accorato impegno nel gestire una fase delicata degli scontri, oltre al Signum Laudis in bronzo con decorazioni di guerra; poco dopo ricevette la gran croce dell'Ordine dell'Aquila Rossa di Prussia. Ad ogni modo fu ancora una volta il suo carattere a creargli dei problemi e questa volta si mise contro il generale von Linsingen dell'esercito imperiale tedesco che ne dispose infine il rimpiazzo col generale Kirchbach. Karl ottenne il comando della 3ª armata in Galizia con la quale cercò di fermare l'offensiva russa a Stanislau ed a Lausz ma il 10 luglio 1917 dovette soccombere alle preponderanti forze nemiche, retrocedendo di 20 chilometri dal fronte. L'area perduta venne ripresa alcuni giorni dopo dai suoi uomini, ma questo piccolo successo non aiutò il generale Tersztyánszky che venne rimoso dal comando il 12 luglio 1917.
L'Imperatore, che comunque apprezzava il valore del vecchio veterano, non voleva metterlo a riposo definitivamente e gli offrì il comando della Guardia Nobile ungherese, ma Tersztyánszky preferì rifiutare questo incarico. Egli scrisse una lunga lettera al generale Bolfras nella quale spiegò i motivi per cui non poteva accettare quella nomina, primo tra tutti il contrasto col primo ministro conte Tisza. Per evitare ulteriori tensioni, il generale Tersztyánszky venne nominato comandante della Leibgarde Reiter Eskadron alla corte di Vienna e l'11 agosto 1917 ricevette la stella della decorazione della croce rossa austriaca. Dopo il suo definitivo ritiro a vita privata il 1º dicembre 1918 egli visse a Vienna ove morì il 7 marzo 1921.